# Isabela I a Castiliei
Isabela I (Spaniola: Isabel I, Ysabel, Galiciana: Sabela I), (n. 22 aprilie 1451, Madrigal de las Altas Torres⁠(d), Castilia și León, Spania – d. 26 noiembrie 1504, Medina del Campo⁠(d), Castilia și León, Spania) a fost Regina Castiliei și Leonului. Ea și soțul său  Ferdinand al II-lea de Aragon au adus stabilitatea ambelor regate care au devenit bazele unificării Spaniei. Mai târziu, cei doi au pus bazele fundației pentru unificarea politică a Spaniei realizată de nepotul lor, Carol Quintul.
Ea este cunoscută la nivel mondial după forma Latină a numelui său, Isabella. Papa Alexandru al VI-lea i-a numit pe Isabella și pe soțul ei Monarhi Catolici, deci este de multe ori cunoscută sub numele de Isabel la Católica (Isabela Catolica).

## Viața si domnia

### Primii ani

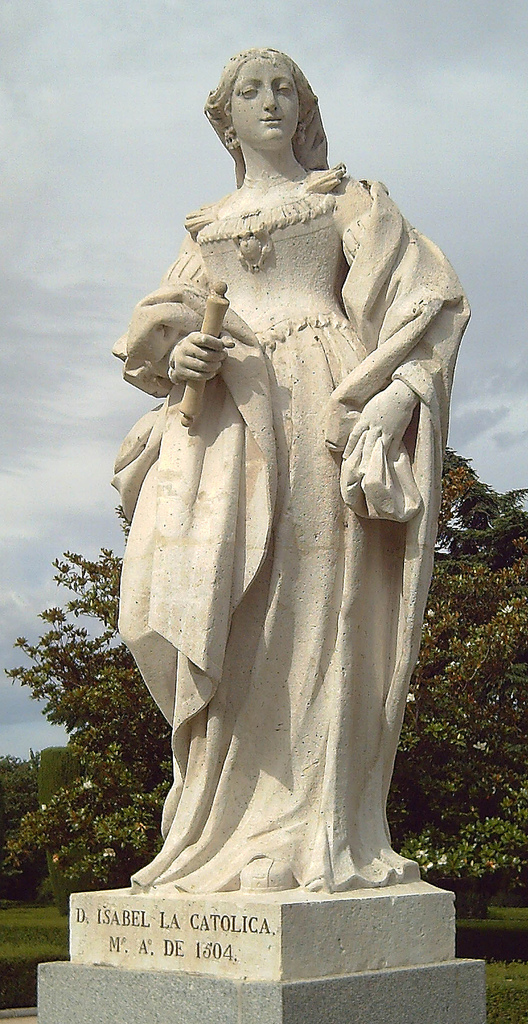
Isabela I a Castiliei (G.D. Olivieri, 1753), Madrid.

Isabela s-a născut în Madrigal de las Altas Torres, pe 22 aprilie 1451. Fratele ei Alfonso s-a născut trei ani mai târziu. Când tatăl său, Ioan al II-lea, a murit în 1454, mult mai vârstnicul ei frate vitreg, Henric al IV-lea, a devenit rege. Îndată ce a urcat pe tron, el și-a sechestrat frații vitregi în Segovia și pe mama sa vitregă în Arévalo, în ceea ce era practic pentru familie un exil.
Henric al IV-lea, al cărui mariaj cu Blanca de Navara a fost anulat înainte să aibă loc, s-a recăsătorit cu scopul de a avea urmași proprii. S-a căsătorit cu Ioana a Portugaliei. Soția sa a născut-o pe Ioana, numită și Juana la Beltraneja, prințesă de Castilia. Pe când Isabela avea aproximativ zece ani, a fost chemată împreună cu fratele ei la curte, pentru a putea fi mai bine supravegheați de către rege. În cadrul Adunării din Burgos nobilii l-au contestat pe rege; printre alte chestiuni implicate în dispută, ei au cerut ca Alfonso, fratele Isabelei, să fie numit moștenitor al tronului. Henric al IV-lea a fost de acord, punând condiția căsătoriei lui Alfonso cu fiica lui, Ioana. Dar, câteva zile mai târziu el s-a răzgândit.
Nobilii, controlându-l pe fratele Isabelei, Alfonso, despre care pretindeau că ar fi adevăratul moștenitor, s-au înfruntat cu armata lui Henric în bătălia de la Olmedo, din 1467. Rezultatul a fost nedecis. Un an mai târziu, Alfonso a murit la doar paisprezece ani, și Isabela a devenit speranța nobililor rebeli. Ea însă nu le-a acceptat pretențiile, susținându-l în schimb pe Henric al IV-lea ca rege, iar acesta, în schimb, a recunoscut-o ca moștenitoare legitimă, prin Tratatul de los Toros de Guisando, în detrimentul Ioanei, a cărei paternitate nu era clară. În 1475, Ioana s-a căsătorit cu unchiul ei, regele Portugaliei, dar căsătoria lor a fost anulată de papă din cauza relației de rudenie. Henric a încercat să o căsătorească pe Isabela cu oameni folositori lui, dar ea a refuzat toate propunerile. Ea l-a ales pe Ferdinand, moștenitorul tronului Aragonului. S-au căsătorit în Valladolid, pe 19 octombrie 1469.

### Potențiali soți
La vârsta de trei ani Isabela a fost logoditǎ cu Ferdinand, fiul lui Ioan al II-lea de Aragon (a cǎrui familie a fost o ramurǎ a Casei de Trastámara).
Cu toate acestea, Henry a rupt acest acord 6 ani mai târziu și astfel ea s-a putut cǎsǎtori cu Charles al IV-lea de Navarra, alt fiu al lui Ioan al II-lea de Aragon. Aceastǎ cǎsǎtorie nu a funcționat din cauza refuzului lui Ioan. În februarie 1464, Henry i-a oferit regelui Edward al IV-lea al Angliei cǎsǎtoria cu Isabela, ofertǎ pe care acesta a refuzat-o. Alte încercări au fost ca Isabela să se cǎsǎtoreascǎ cu Alfonso al V-lea al Portugaliei. În 1464, Henry a reușit sǎ-i apropie pe Alfonso și pe Isabela în Royal Monastery of Santa Maria de Guadalupe, dar ea l-a refuzat din cauza diferenței atât de mare de vârsta dintre ei (19 ani).
La vârsta de 16 ani Isabela s-a logodit cu Pedro Giron, Maestru de Calatrava și fratele al favoritului regelui, Don Juan Pacheco. Din cauza influenței lui Juan asupra regelui, acest mariaj a fost acordat, însă Isabela ar fi fǎcut o pledoarie către Dumnezeu, că aceastǎ căsătorie cu bărbatul de 43 de ani nu ar putea funcționa. Don Pedro a murit din pricina unei apendicite neașteptate în drum spre întâlnirea cu iubita sa. 
Regele, mai târziu, a încercat încǎ o datǎ sǎ o cǎsǎtoreascǎ cu Alfonso al V-lea al Portugaliei, ca parte a unui plan în care fiica lui, Juana s-a cǎsǎtorit cu fiul lui Alfonso, Ioan al II-lea și astfel, dupǎ moartea bǎtrânului rege, Ioan și Juana ar fi putut moșteni Portuglia și Castilia. Dar Isabela a refuzat.
Dupǎ aceste încercǎri eșuate, Henric al IV-lea a încercat sǎ o cǎsǎtoreascǎ pe Isabela cu Louis al IX-lea, fratele  Ducelui Charles de Berry.  Între timp, Ioan al II-lea de Aragon a negociat în secret cu Isabela o nuntǎ cu fiul sǎu, Ferdinand. Isabela a simțit cǎ acesta era alesul inimii sale, dar era o problemǎ: bunicii Isabelei și ai lui Ferdinand erau frați, asa cǎ a fost nevoie de o dispensǎ papalǎ. Papei i-a fost fricǎ sǎ o acorde din teama de a nu aduce ostilitǎți asupra Romei (Bisericii catolice) dinspre regatele Castiliei, Portugaliei și Franței, toate acestea având un interes în aceastǎ chestiune.
Isabela nu era de acord sǎ se cǎsǎtoreascǎ fǎrǎ ca dispensa papalǎ sǎ-i fie acordatǎ. Cu ajutorul lui Rodrigo Borgia (mai târziu Alexandru al VI-lea) Isabela și Ferdinand au fost prezentați cu o supusǎ dispensǎ papalǎ acordatǎ de Pius al II-lea în favoarea lor și Isabela a acceptat cǎsǎtoria. Ea a reușit sǎ scape de instanțǎ cu scuza de a merge la mormântul fratelui său în Avila. Ferdinand, de cealaltǎ parte, a trecut Castilia în secret deghizat ca un comerciant. În final, pe 19 octombrie 1469, ei s-au cǎsǎtorit în Palacio de los Vivero în orașul Valladolid.

### Ascensiune
Când Henric al IV-lea a murit, pe 10 decembrie 1474, Isabela a reacționat rapid. A ordonat să fie încoronată regină a Castiliei la Segovia, doar trei zile mai târziu. În timp ce ea și Ferdinand începeau să reorganizeze Curtea regală, Alfonso al V-lea al Portugaliei a trecut granița, declarând-o pe Juana la Beltraneja moștenitoare legitimă. Astfel a început Războiul Castilian de Succesiune. Ferdinand i-a învins pe invadatori în Bătălia de la Toro, în 1476, și problema succesiunii a fost rezolvată. Alt obiectiv al lui Ferdinand și Isabelei a fost subjugarea orașelor, cetăților și punctelor strategice care se dovediseră rebele. În 1479 a murit tatăl lui Ferdinand, astfel încât el a devenit conducător al Aragonului. În 1480, cuplul a organizat Curtea de la Toledo, unde, sub supraveghere, cinci consilii regale și 34 reprezentativi civili au elaborat un cod de legi și edicte care avea să stea la baza viitoarei Spanii. Se stabilea centralizarea puterii și se începea revigorarea economiei și justiției din teritoriile controlate. Ca parte al acestui cod, și cu scopul de a uniformiza religios regatele, Ferdinand și Isabela i-au solicitat Papei Sextus al IV-lea să autorizeze Inchiziția. În 1483, Tomás de Torquemada a devenit primul Inchizitor General.

### Evenimentele din 1492
1492 a fost un an important pentru Isabela: a avut loc cucerirea Granadei, deci finalizarea Reconquistei, încrederea acordată lui Columb a dat roade, și a luat decizia de a-i expulza pe evrei.

#### Granada
Regatul Granadei era dominat de dinastia Nasrid. Protejat de bariere naturale și orașe fortificate, rezistase cel mai mult procesului de reconquista. Cu toate acestea, în acea perioadă, spre deosebire de conducerea determinată a regilor catolici, conducătorii Granadei se împărțiseră în tabere care își disputau puterea. Cucerirea Granadei a durat 10 ani, încheindu-se în 1492.

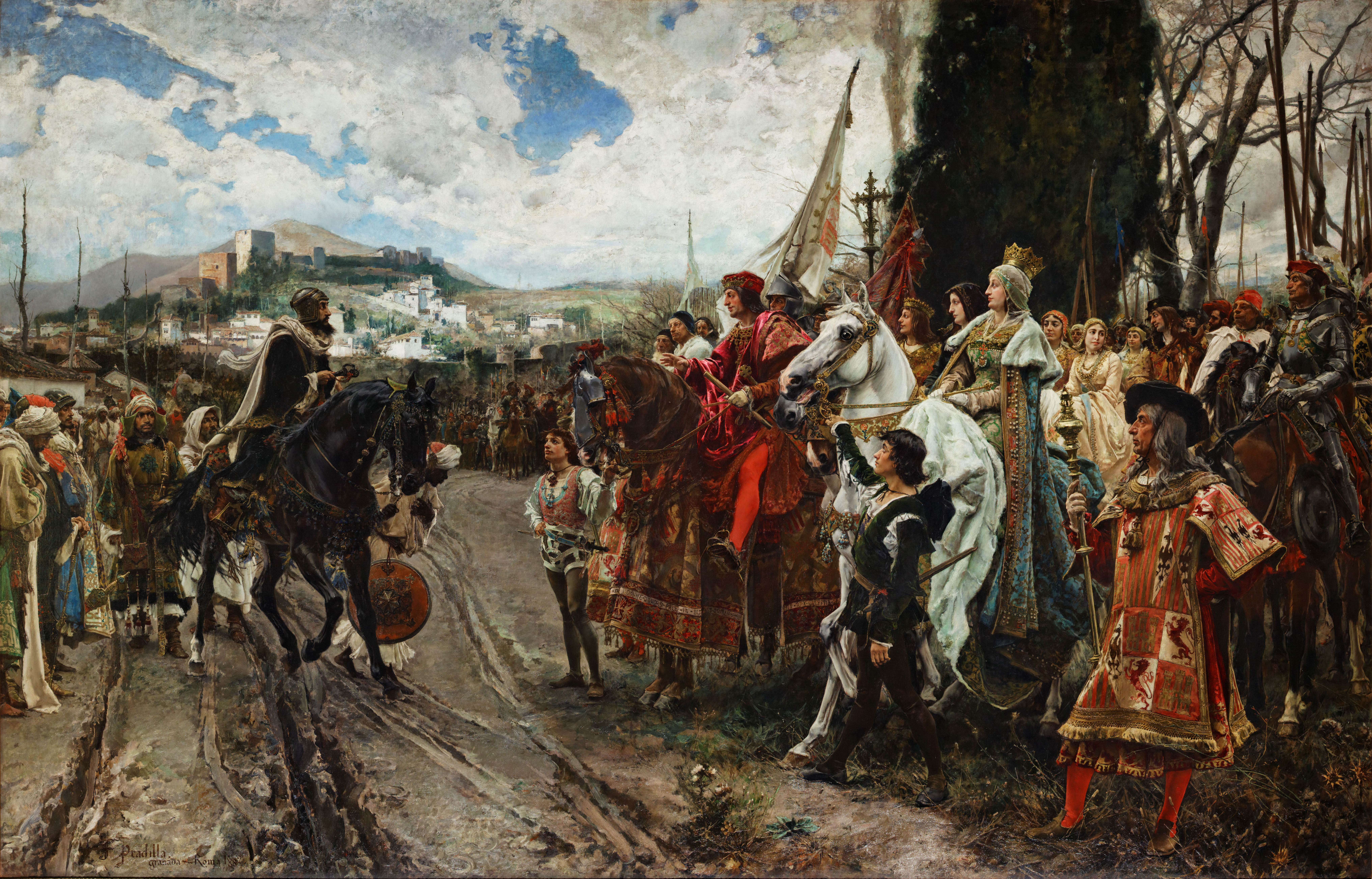
Capitularea Granadei de F. Padilla: Boabdil se prezintă înaintea lui Ferdinand şi a Isabelei.

Când spaniolii l-au capturat pe Boabdil (sultanul Granadei) - l-au eliberat apoi, în schimbul unei recompense, pentru a se putea întoarce la Granada și a-și continua domnia. Monarhii spanioli au recrutat soldați din multe țări europene și și-au îmbunătățit artileria cu cele mai bune tunuri. Au organizat cucerirea sistematică a regatului, teritoriu cu teritoriu. Isabela obișnuia să-și încurajeze supușii și soldații rugându-se în mijlocul, sau în apropierea, câmpului de luptă, pentru ca voința lui Dumnezeu să fie împlinită. În 1485 au asediat Ronda, care a capitulat după lungi bombardamente. În anul următor au capturat Loja, și din nou Boabdil a fost capturat și apoi eliberat. Un an mai târziu, odată cu cădere Malagăi, partea vestică a regatului musulman căzuse deja în mâinile spaniolilor. Partea estică a căzut după cucerirea Bazăi în 1489. Asediul Granadei a început în primăvara lui 1491. După ce campamentul spaniol a fost distrus de un foc accidental, a fost reconstruit din piatră, în forma unei cruci și vopsit în alb, și redenumit Santa Fe („Sfânta Speranță”). La sfârșitul anului, Boabdil a capitulat. Pe 2 ianuarie 1492, Isabela și Ferdinand au primit cheile orașului, și principala lui moschee a fost transformată în biserică. Tratatul de la Granada, semnat mai târziu în acel an, trebuia să asigure drepturi religioase credincioșilor musulmani - dar nu avea să dureze.

#### Cristofor Columb

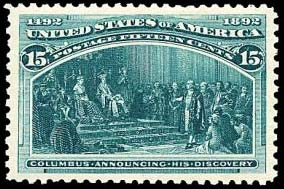
Columb înaintea Isabelei şi a lui Ferdinand.

Regina Isabela a respins de trei ori planul lui Cristofor Columb de a ajunge în Indii prin vest. Condițiile puse de acesta (să fie numit amiral; să fie numit guvernator în teritoriile descoperite de el, și postul să devină ereditar; zece la sută din profituri) au fost acceptate. Expediția a început pe 3 august și s-a terminat pe 12 octombrie. Columb s-a întors în anul următor, prezentându-și descoperirile monarhilor spanioli, aducând aur și nativi ai insulelor descoperite, și fiind primit ca un erou. Spania a intrat într-o epocă de aur a explorării și colonizării. În 1494, prin Tratatul de la Tordesillas, Isabela și Ferdinand au împărțit pământul din afara Europei cu regele Ioan al II-lea al Portugaliei.
Isabela a încercat să-i protejeze pe aborigenii americani de abuzurile colonizatorilor. În 1503, a creat Secretariatul de Afaceri Indiene, care avea să devină Consiliul Suprem al Indiilor.

#### Expulzarea evreilor și musulmanilor
Odată cu întărirea Inchiziției Romano-Catolice în Spania, și cu numirea călugărului dominican Tomás de Torquemada în funcția de Inchizitor General, regii catolici au instaurat o politică de „curățire religioasă”. Deși Isabela s-a opus măsurilor drastice luate împotriva evreilor pe considerente economice, Torquemada a reușit să-l convingă pe Ferdinand. Pe 31 martie 1492 a fost emis Decretul de la Alhambra privind expulzarea evreilor, care aveau la dispoziție patru luni (31 martie-31 iulie) ca să plece definitiv, cu interdicția de a-și lua cu sine bunurile imobile, precum și aurul și argintul. În caz contrar, erau condamnați la moarte, și toate bunurile lor erau confiscate. Aproximativ 200.000 de oameni au părăsit atunci Spania. O parte dintre evrei au ales să se convertească, dar aceia au devenit apoi ținta predilectă a persecuțiilor Inchiziției spaniole. Inițial musulmanilor din Granada li s-a promis libertate religioasă, dar în scurt timp presiunea pentru a se converti la catolicism a crescut, și până la urmă o politică de expulzare sau convertire a fost instaurată în 1502.

### Anii târzii
Isabela a primit împreună cu soțul său titlul de Reyes Católicos din partea Papei Alexandru al VI-lea, papă al cărui secularism Isabela nu îl aproba. Pe lângă unificarea fizică a Spaniei, Ferdinand și Isabela au încercat să unifice religios regatul, prin intermediul romano-catolicismului. Inchiziția a fost instituționalizată ca parte a acestui proces. După o revoltă din 1499, Tratatul de la Granada a fost anulat, și în 1502 musulmanii au fost obligați să se convertească sau să plece din regat. Confesorul Isabelei, Cisneros, a fost numit arhiepiscop de Toledo. Acesta a jucat un rol important în programul de reabilitare a instituțiilor religioase din Spania, punând bazele viitoarei Contrareforme. În calitate de Cancelar, puterea lui a sporit treptat.

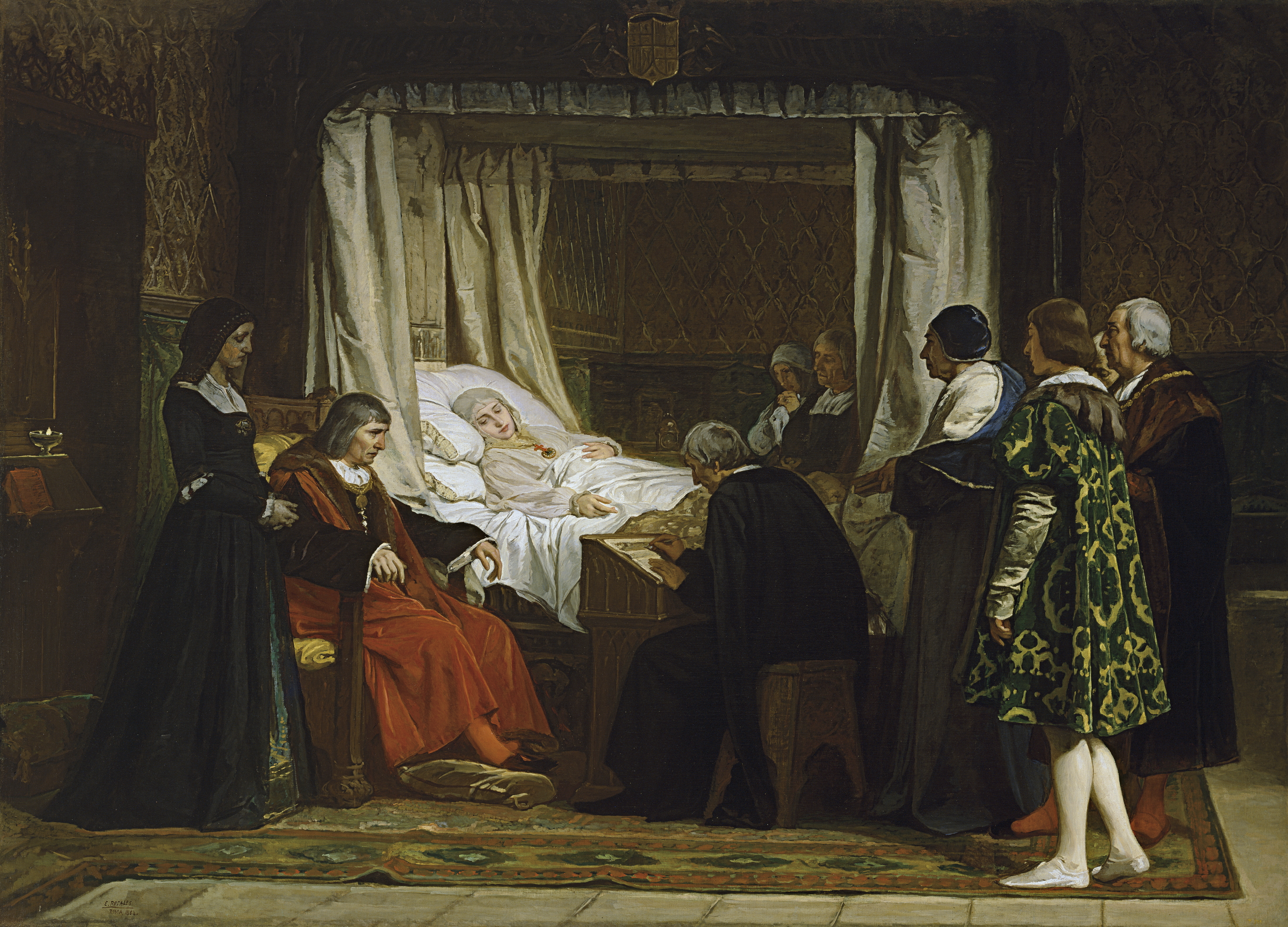
Testamentul reginei Isabela, de E.Rosales. La stânga: Ioana şi Ferdinand; la dreapta: Cardinalul Cisneros.

Isabela și Ferdinand creaseră un imperiu, iar în ultimii ani ai domniei lor s-au văzut presionați de chestiuni de administrare și politică; erau preocupați de succesiune, astfel încât au încercat să lege coroana spaniolă de alte case regale din Europa. Din punct de vedere politic, asta se poate vedea din încercări de eliminare a influenței franceze, și de a uni întreaga Peninsulă Iberică. Până la începutul lui 1497 părea că toate piesele se potriveau: Juan, prinț de Asturia, moștenitorul tronului, s-a căsătorit cu Margareta de Austria, stabilind o legătură cu habsburgii. Fiica cea mare, Infanta Isabela, s-a căsătorit cu Manuel I al Portugaliei, iar Infanta Ioana s-a căsătorit cu alt prinț habsburg, Filip de Burgundia. Cu toate acestea, planurile Isabelei pentru copiii ei nu au dat roade. Juan a murit la scurt timp după ce s-a căsătorit; Isabela a murit la naștere și fiul ei Miguel (Mihai) a murit la vârsta de doi ani. Titlurile reginei Isabela au revenit fiicei sale Ioana cea Nebună, a cărui mariaj cu Filip cel Frumos a fost unul problematic. Isabela a murit în 1504 la Medina del Campo, înainte ca Filip și Ferdinand să devină inamici.
Isabela este înmormântată în Granada, în Capilla Real, care a fost construit de nepotul ei, Carol Quintul, alături de soțul ei Ferdinand, fiica sa Ioana și soțul Ioanei, Filip; precum și alături de nepotul ei Mihai. Muzeul de lângă Capilla Real îi găzduiește coroana și sceptrul.

## Înfățișare și personalitate
Isabella avea tenul alb, ochii albaștri și culoarea părului între blond-roșcat și castaniu; toate acestea erau tipice membrilor familiei Trastamara descendenți ai lui Peter I al Castiliei. Fiicele ei Joanna și Caterina se spunea că seamăna cu ea cel mai mult. Isabella a dus o viața austeră , temperată și spiritul său religios a influențat-o  cel mai mult pe parcursul vieții. În ciuda ostilității sale împotriva musulmanilor  în Andaluzia și mai apoi în Spania și Portugalia Isabella și-a dezvoltat o pasiune pentru  decorul și stilul arhitectonic musulman.  Despre ea contemporanii spuneau:
Fernandez de Oviedo: „Să o vezi pe ea vorbind era divin.”
Andres Bernaldez: „A fost o femeie strașnică, foarte puternică, foarte prudentă, deșteaptă, foarte onestă, castă, devotată, discretă, de încredere, curată, pură. Toate astea se socoteau la excelența foarte catolicei și fericitei regine, tot timpul demnă de laudă.”
Hernando de Pulgar : „ O femeie foarte bună:  exemplu al bunătății și meritoriului... nimic incomplet nu a fost vreodată văzut în personalitatea ei... lucrările ei nu erau niciodată prost făcute iar lucrările ei nu erau niciodată lucrări sărace.” ; „Ea era foarte moderată în mișcările și emoțiile pe care le exprima... autocontrolul o ajuta să disimuleze durerea muncii ei.”;  Foarte castă , plină de onestitate  ...”
Ferdinand, în testamentul lui declara că „ea era exemplară în toate actele de virtute și în frica de Dumnezeu”.
Fray Francisco Jimenes de Cisneros  duhovnicul ei spunea : „Puritatea inimii ei, marea ei inimă și bogăția sufletului ei .”

## Familie
Isabella și Ferdinand au avut șase copii, patru fiice și doi fii:
Isabella ( 1470-1498) căsătorită prima dată cu Alfonso Prinț al Portugaliei, fără copii. Căsătorită a doua oară cu Manuel I al Portugaliei, cei doi au avut copii.
John (1478-1497) Print de Asturia. Căsătorit cu Arhiducesa Margaret de Austria, fără copii.
Joanna ( 1479-1555) Regina Castiliei căsătorită cu Filip cel Chipeș, au avut mai mulți copii.
Maria  (1482-1517) căsătorită cu Manuel I al Portugaliei, văduvul surorii ei, au avut copii.
Caterine ( 1485- 1536) căsătorită prima dată cu Arthur, Prinț al Țării Galilor, fără copii. Căsătorită cu fratele lui mai tânăr, Henry al VIII-lea al Angliei și a fost mama lui Mary I a Angliei.
Peter ( 1488-1490), a murit tânăr .

## Influență
Isabela și Ferdinand au pus bazele unei co-regențe foarte eficiente, în care cei doi aveau puteri egale. Au folosit un contract prenupțial pentru a stabili toate condițiile înțelegerii. De-a lungul domniei lor s-au susținut reciproc, conform devizei Tanto monta, monta tanto, Isabel como Fernando („Au aceeași valoare Isabela și Ferdinand”). Pe lângă faptul că l-a sponsorizat pe Cristofor Columb, Isabela a fost de asemenea principalul sponsor al lui Gonzalo Fernández de Córdoba, cel mai mare geniu și inovator militar al epocii. Realizările celor doi regi catolici sunt remarcabile - au unit Spania, puterea coroanei a devenit centralizată, Reconquista a fost dusă la bun sfârșit, au pus bazele unui mecanism militar care avea să domine secolul următor, au definitivat un cadru legislativ, au reformat Biserica. Chiar și fără să beneficieze de descoperirea Americii, Spania ar fi devenit o putere în Europa. Dar descoperirea lui Columb i-a permis Spaniei să devină prima putere mondială (colonială) din epoca modernă.

## Isabella comemorată

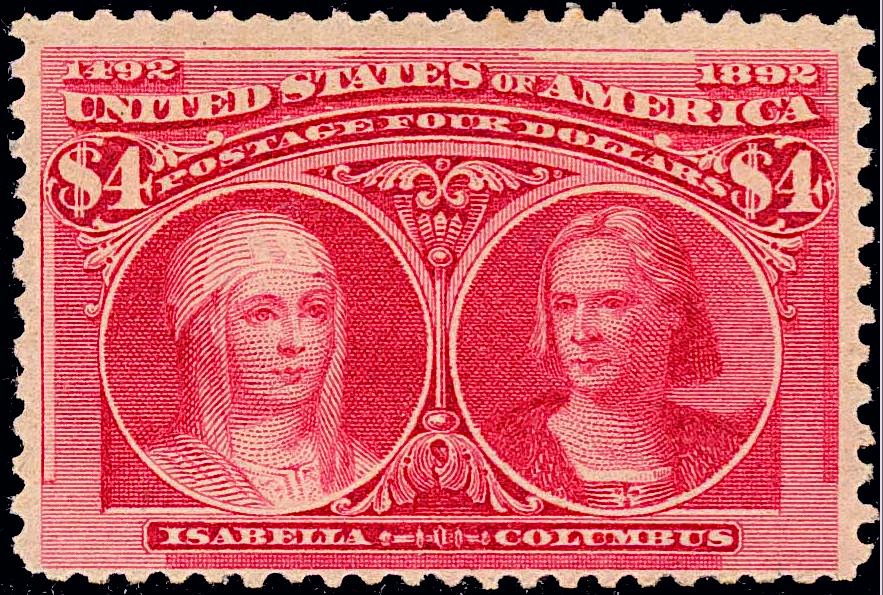
The $4 Columbian, crimson lake

Isabella a fost prima femeie care a apărut pe timbrele poștale, și anume pe trei timbre ce reprezentau probleme Columbiene, dar și pentru celebrarea lui Columb. Ea apare și în „Columbus soliciting aid of Isabella”, pe monedele de cinci cenți, și pe scena curții spaniole replicată pe 15 cenți columbieni, și pe bancnotele de 4 dolari, în portret complet, lângă Columb. Unica ștampilă existentă vreodată și pe care colecționarii o păstreaza pentru raritate (numai 30,000 au fost imprimate) dar frumusețea sa este unică. Isabella a fost de asemenea prima femeie care apare pe o monedă americană, celebrând a 400-a aniversare a lui Columb.

## Galerie

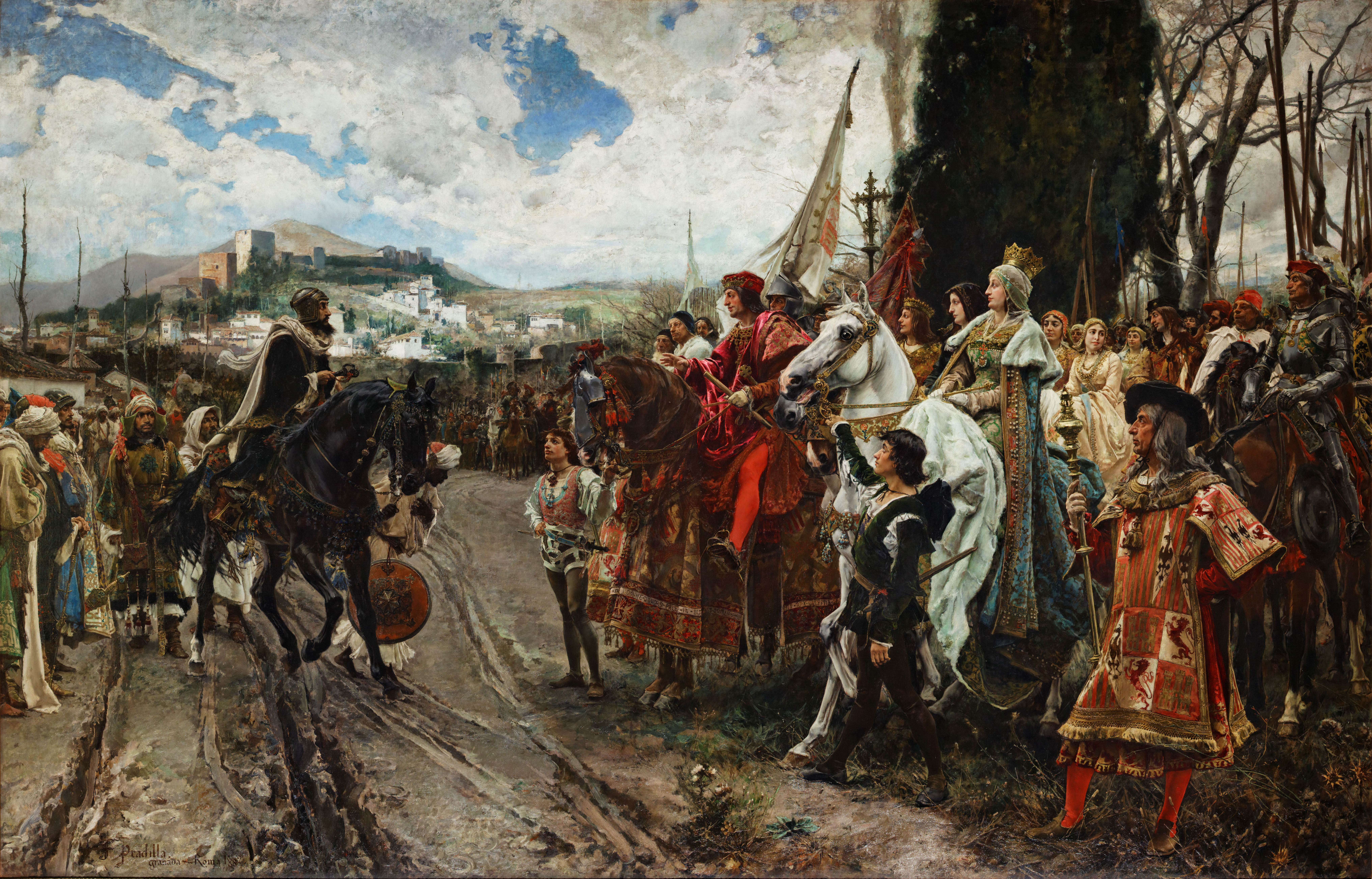
Capitularea de Granadaby F. Padilla: Muhammad XII before Ferdinand and Isabella.
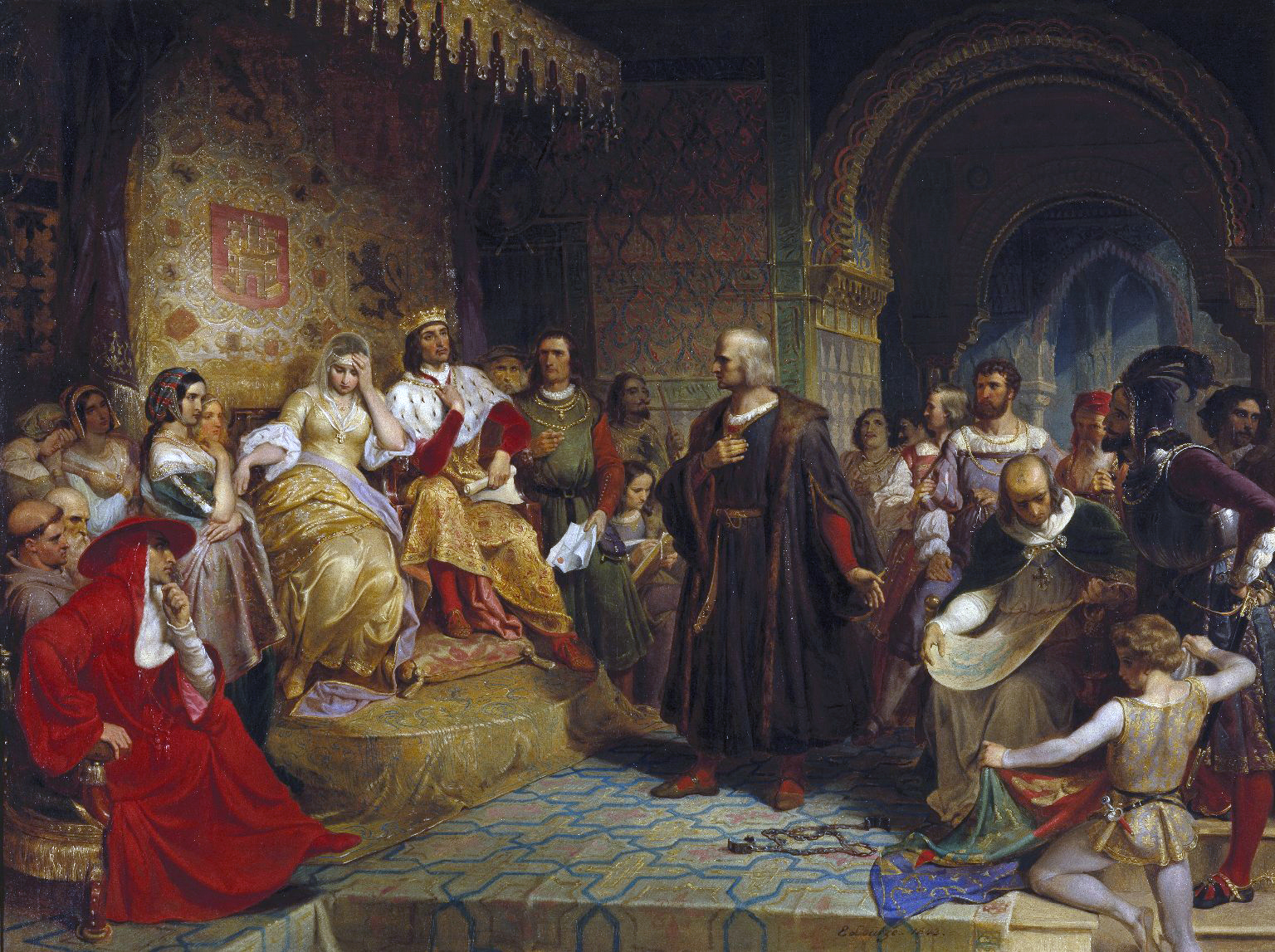
Isabella alături de Cristofor Columb
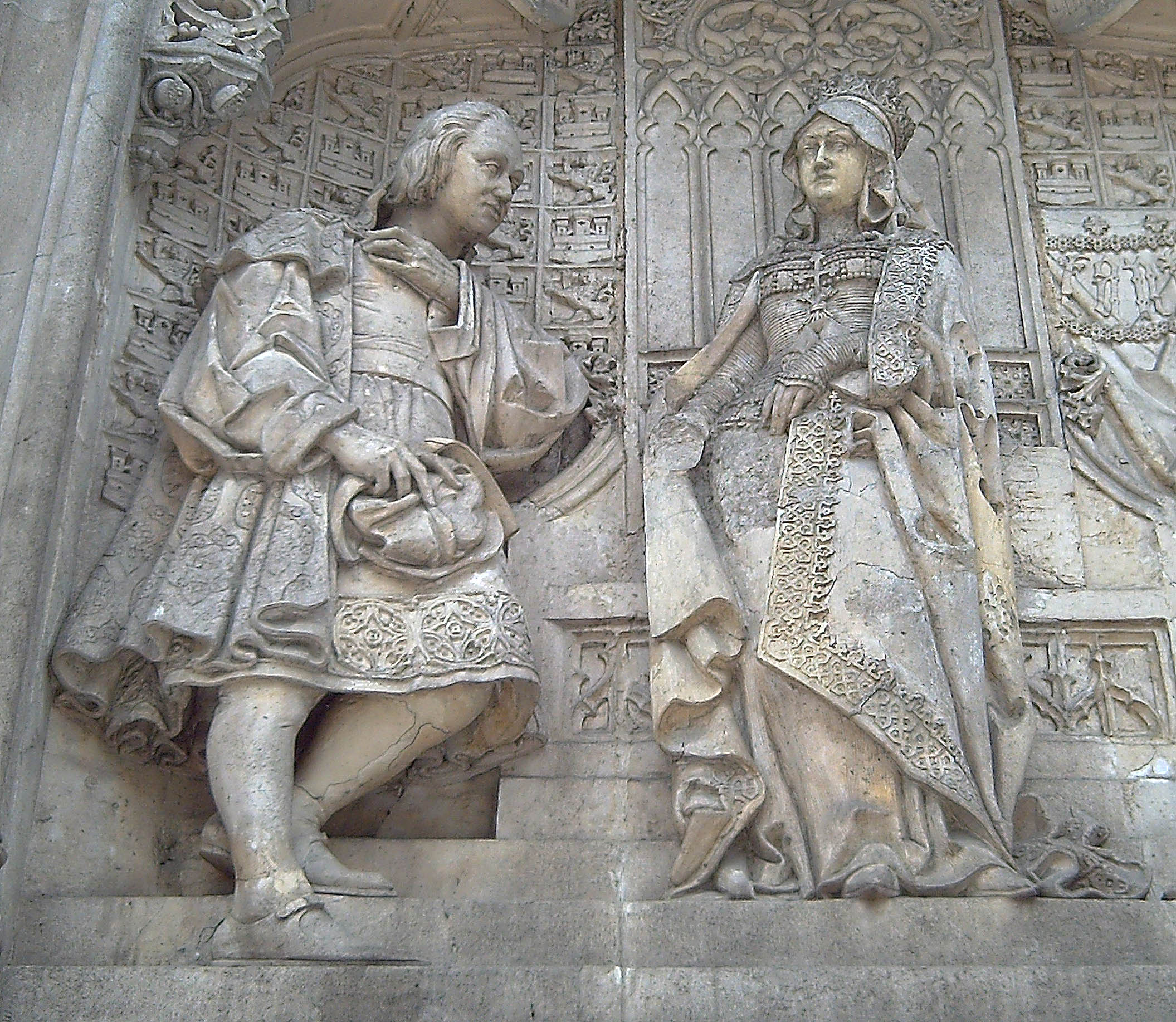
Columb în fața Reginei Isabella. Detaliu al monumentului lui Columb în Madrid (1885).
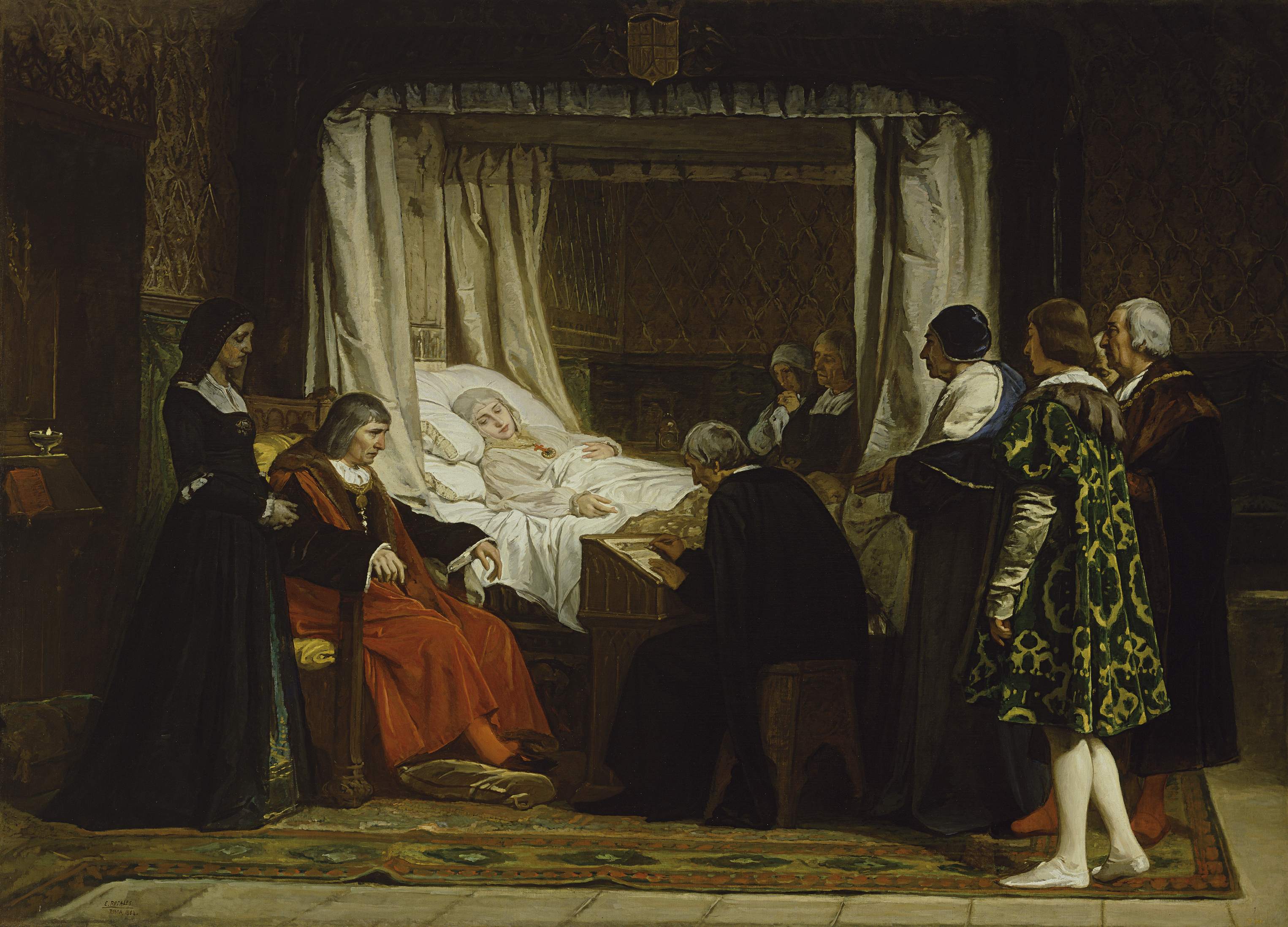
Queen Isabella's Will, by Eduardo Rosales. În stânga: Juana și Ferdinand; în dreapta: Cardinalul Cisneros.
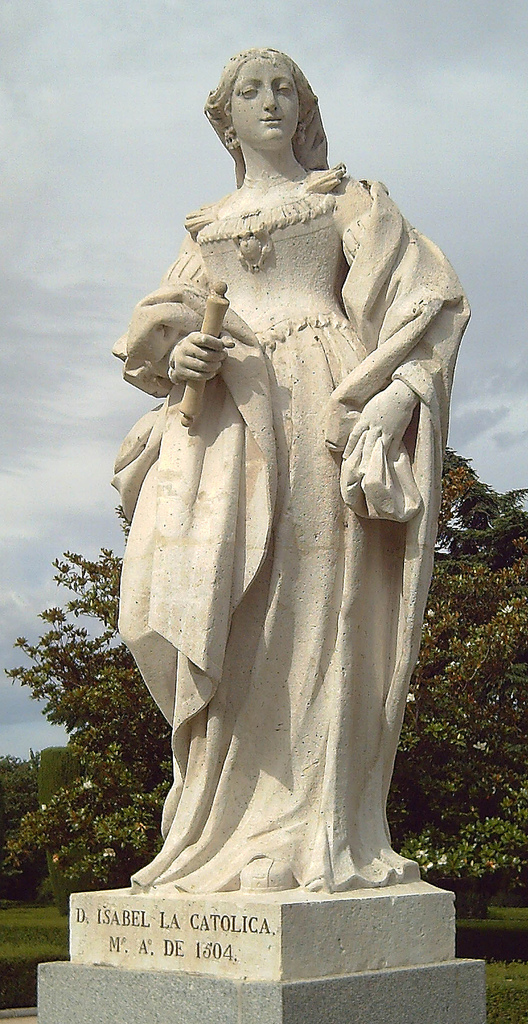
Statuia Isabellei de Sabatini Gardens în Madrid
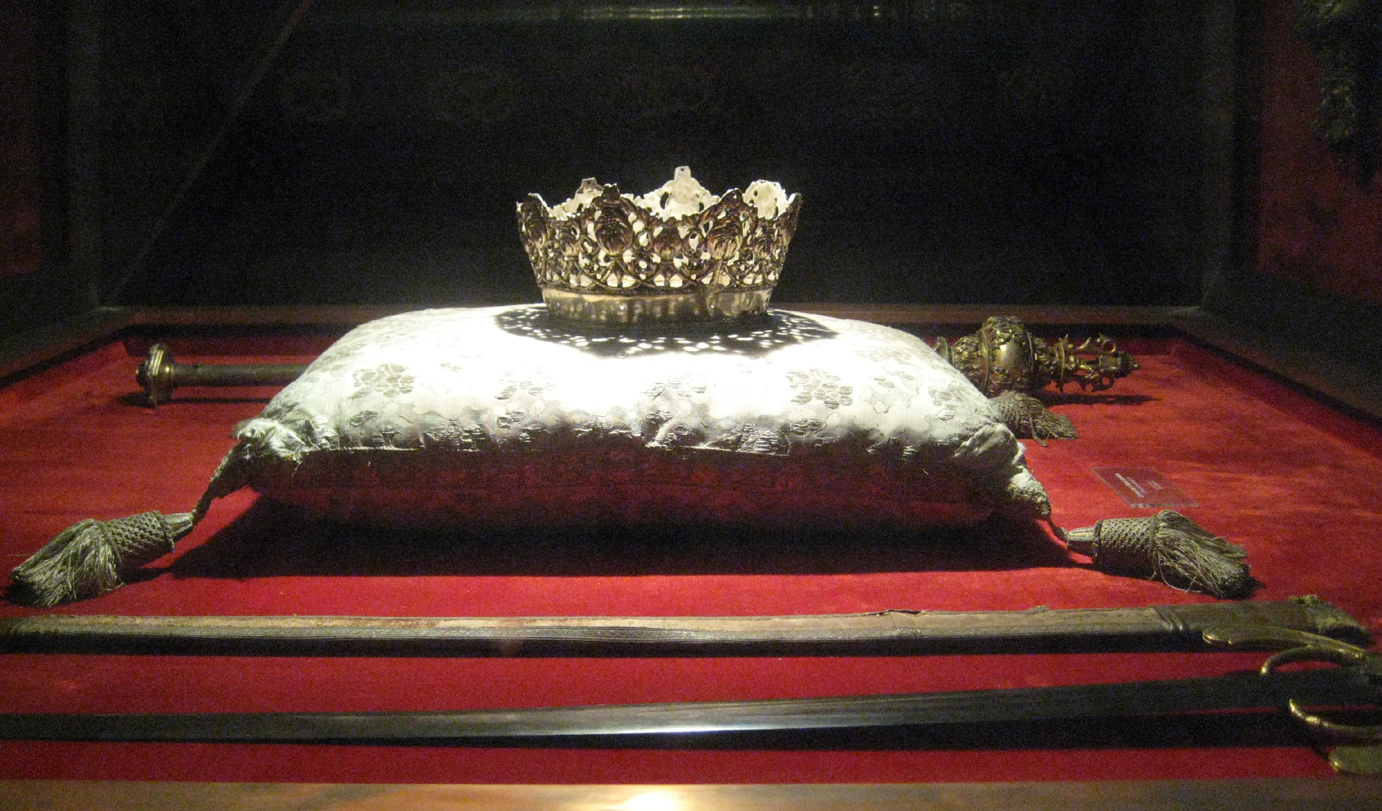
Coroana și sceptrul Isabellei, și sabia lui Ferdinand, sunt păstrate în Capilla Real din Granada
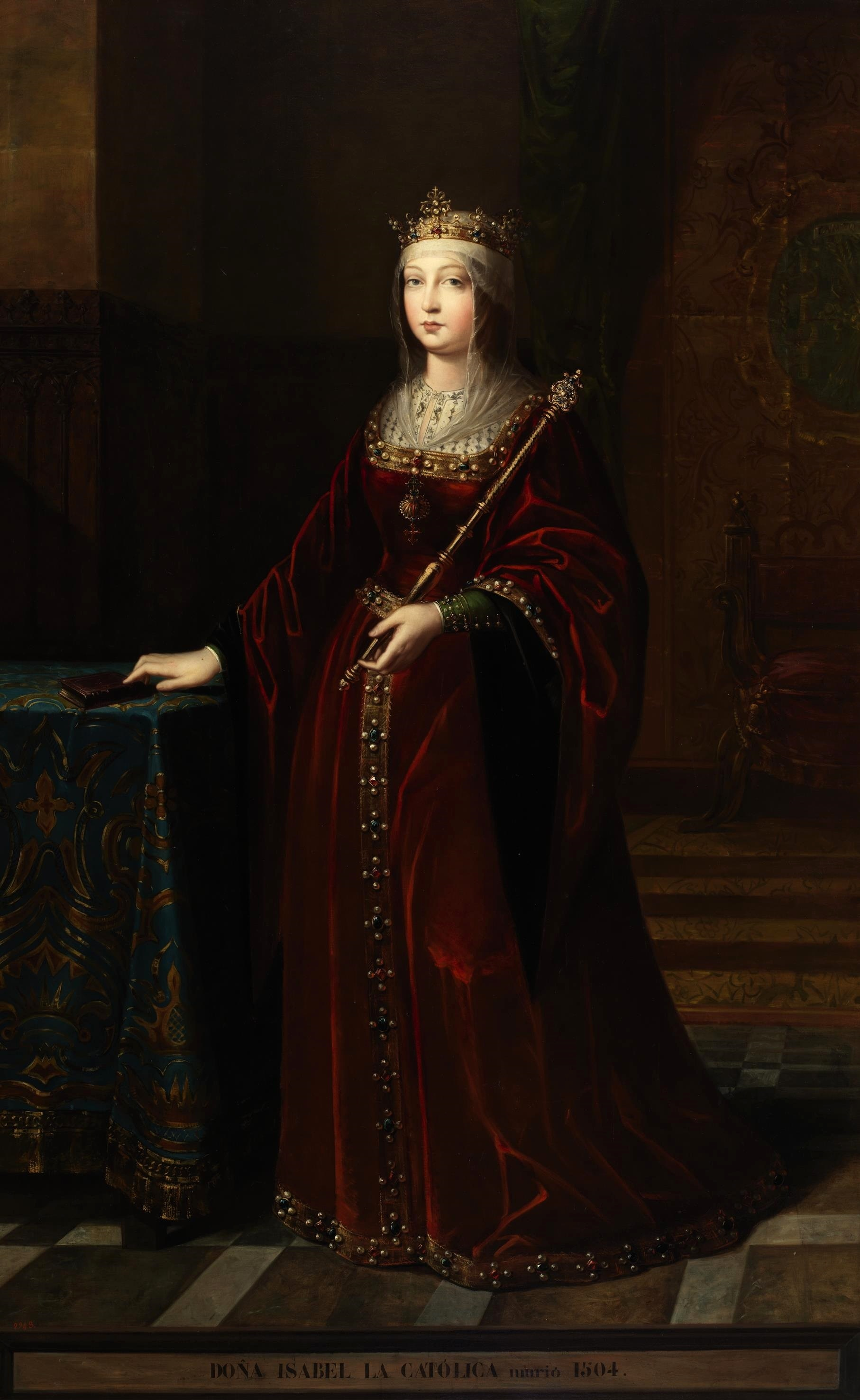
Portret al Isabelei
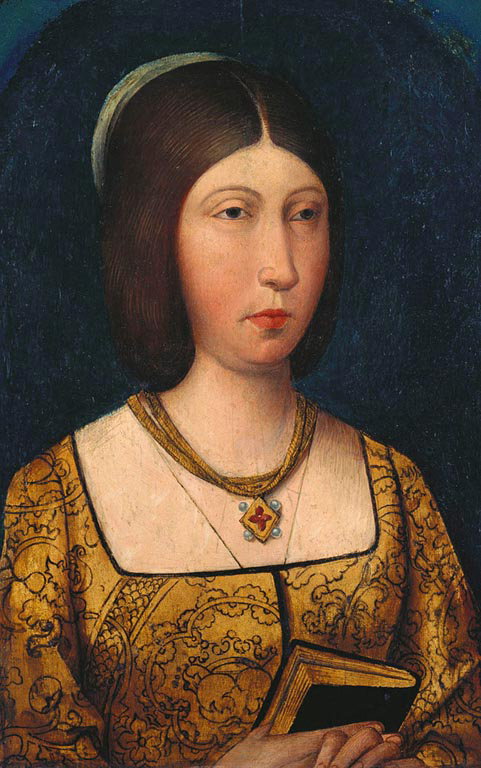
Isabella pictată cu părul mai închis, c. 1485.
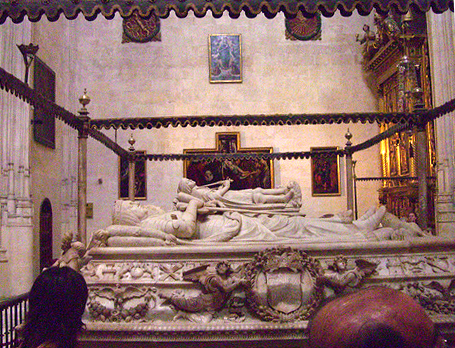
Mormantul Isabelei și a lui Ferdinand în Capilla Real, în Granada